# Nördlingen
Nördlingen (en español áurico, Norlinga) es una localidad con más de 20 000 habitantes del distrito de Danubio-Ries, en Baviera, Alemania. Escenario de dos batallas (la de 1634 y la de 1645) acontecidas durante la guerra de los Treinta Años, la antigua Ciudad Imperial de Nördlingen se encuentra a lo largo de la Ruta Romántica, en medio de un cráter de meteorito, caído hace 15 millones de años, cuya extensión de casi 25 km de diámetro determina hoy en día la región del Ries de Nördlingen, y a una altitud de 429 m s. n. m.

## Historia
La historia de la ciudad fácilmente se explica con su apariencia medieval tardía que ha sido conservada en su integridad. Nördlingen fue una Ciudad Imperial Independiente, desde 1215, y gracias a su ubicación en encrucijada de dos grades caminos comerciales, a las habilidades de sus comerciantes y en particular de sus artesanos, alcanzó una gran nivel de prosperidad. En 1529 participó en la Protesta de Espira y adoptó completamente la reforma protestante en 1555. Su período de abundancia duró hasta 1630, fecha que señala el inicio del declive de la ciudad en el transcurso de los siguientes años debido a la guerra de los Treinta Años, durante la cual se produjeron en su territorio dos importantes batallas en 1634 y 1645. Nördlingen perdió no sólo la mitad de su población, sino además su importancia política y económica. Su desarrollo se estancó por siglos. Muy afectada por la Batalla de Höchstädt (1703).  En septiembre de 1802 fue ocupada por Baviera.
No fue hasta después de la Segunda Guerra Mundial, época durante la cual los bombardeos afortunadamente pasaron de largo, que una nueva fase en su desarrollo empezó. En las décadas siguientes, el concejo de la ciudad tuvo éxito de una manera ejemplar en convertir a Nördlingen en una de las más importantes ciudades industriales del norte de la región administrativa de Suabia de Baviera sin necesidad de tener que romper con la atmósfera de ciudad antigua. El centro de la ciudad sigue siendo, como en años pasados, el punto focal de la vida de la ciudad, y una correcta amalgama de la Era Medieval y Moderna.

## Influencias
Se reconoce a Nördlingen como la fuente de motivación en el diseño de la ciudad principal de la serie Shingeki no Kyojin. En 2013 TBS realizó un documental estudiando las similitudes entre ambas ciudades, y centralizo su análisis con base en la imponente muralla existente del lugar.

## Turismo
La ciudad fue erguida en la Era Medieval y está encerrada completamente por una muralla. Otras dos ciudades en Alemania también cuentan con una muralla que rodea la ciudad, Rothenburg ob der Tauber y Dinkelsbühl; sin embargo, solo la de Nördlingen se puede recorrer en toda su extensión, característica que la hace única en Alemania.
Cuenta con cinco puertas de entradas, 11 torres defensivas bien conservadas y un Alte Bastei (Vieja Bastilla). Aunque las puertas de la ciudad son puntos de atracción para los visitantes de todo el mundo, la más grande admiración se encuentra en su totalidad, en las casas dentro de la ciudad, conservadas desde el período de su gran prosperidad del siglo XIV al XVI; así como también las magníficas fachadas de los edificios públicos y las casas de la clase social privilegiada hechas la mitad de madera y con estilo Renacentista y Barroco.
Se puede tener una fantástica vista de toda la ciudad al trepar los 90 metros hacia la cumbre del “Daniel”, torre de la Iglesia San Jorge, de estilo Gótico, y sello de Nördlingen. Es aquí donde los dos guardianes municipales de la torre trabajan en la cima de la torre, los cuales son los últimos de su clase en Alemania. El grito de los guardianes es también único: “So, G´sell, so”, lo que significa “todo bien, compañeros, todo bien”. Son ecos que se oyen en toda la ciudad cada media hora desde las 10 p. m.. hasta la medianoche, y que en la antigüedad tenían como fin, tranquilizar las noches de los habitantes, ante cualquier ataque.
La ciudad cuenta con varios museos, entre ellos el museo bávaro de ferrocarriles con su centenar de vehículos, el museo histórico (Stadtmuseum), el museo de la muralla (Stadtmauermuseum), el museo del cráter (Rieskratermuseum) y el Museum Augenblick ("museo del momento") que alberga una colección de medios de comunicación del siglo XIX. 
Como dato anecdótico, la ciudad medieval de Nördlingen aparece en el anime Princess Tutu y Shingeki no Kyojin, así como en la película Willy Wonka y la fábrica de chocolates.

## Fiestas
Son numerosas las fiestas que se celebran en el casco antiguo de Nördlingen, entre ellas la "Fiesta de la muralla" (Stadtmauerfest) que consiste en un espectáculo y mercado medieval. Cada año en mayo tiene lugar el "Stabenfest", una gran fiesta de escolares que tiene sus orígenes en el año 1406, siendo la fiesta infantil con más tradición de Alemania. La "Feria de Pentecostés" (Pfingstmesse) fue en la Era Medieval una de las ferias comerciales más importantes de Europa. Hoy en día es una fiesta popular. El Scharlachrennen de Nördlingen es una famosa carrera de caballos.

## Personas destacadas
- Gerd Müller
- Hermano Alois

## Galería de imágenes

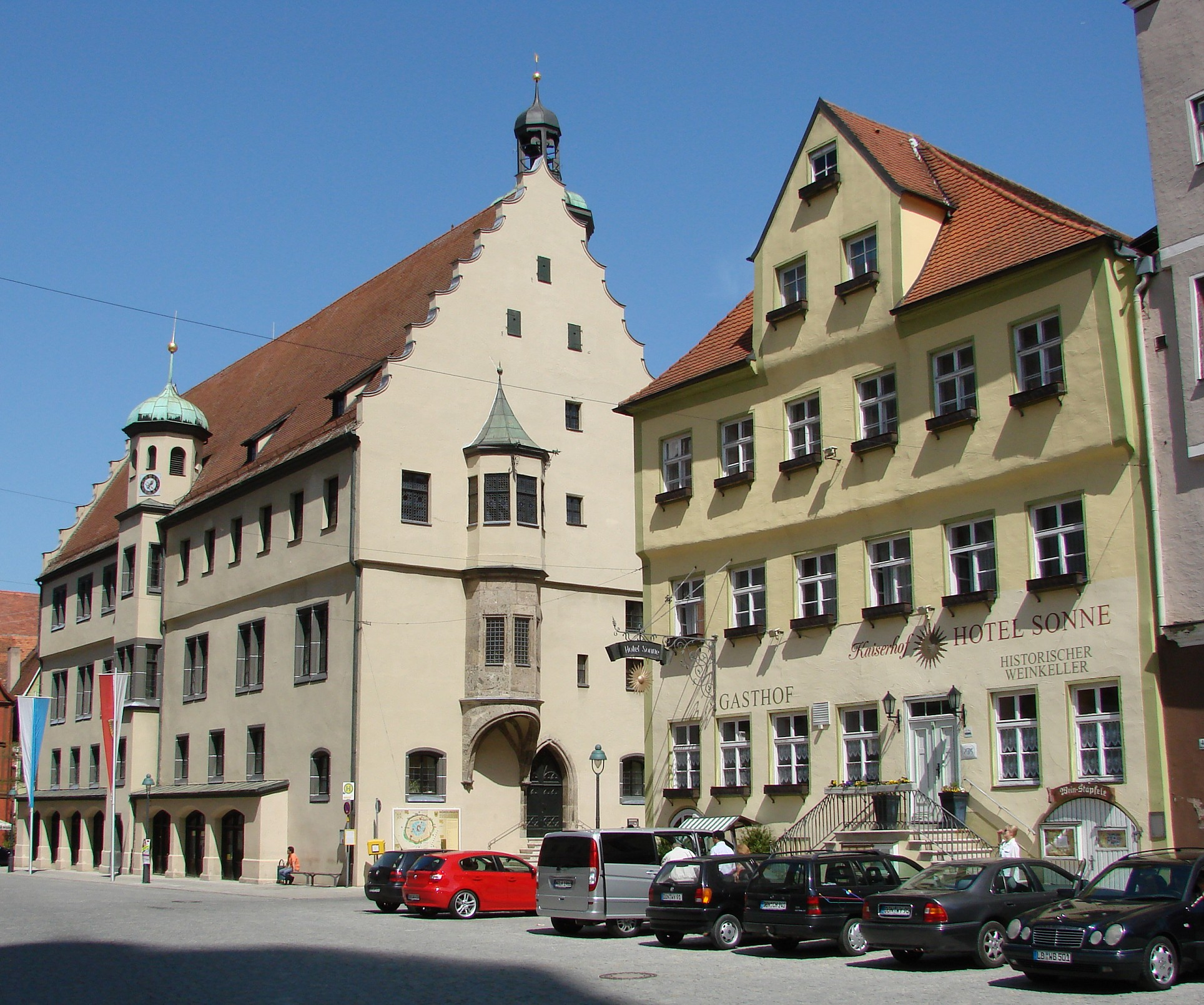
Ayuntamiento.
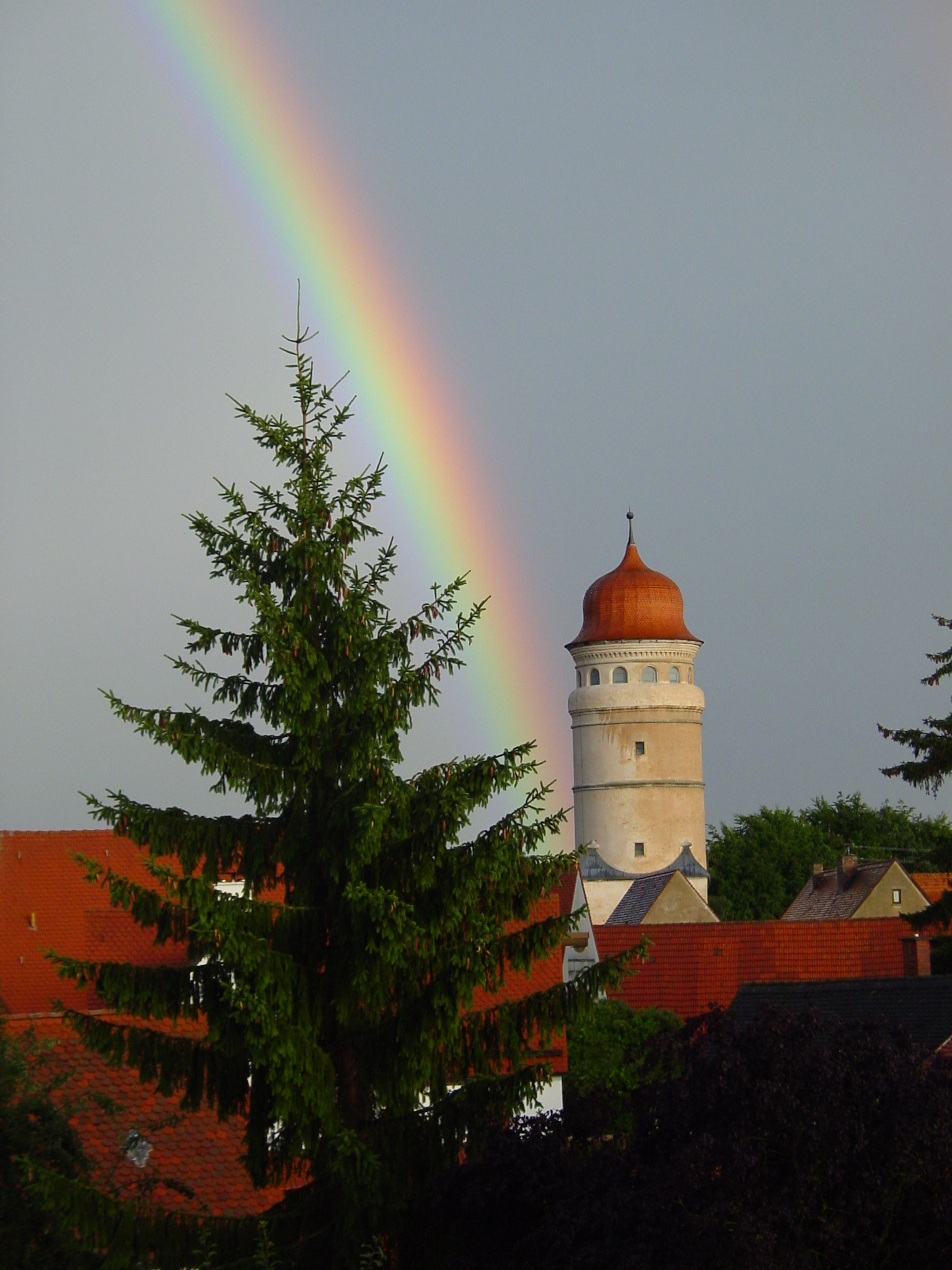
Arcoíris junto a Puerta de Deiningen.
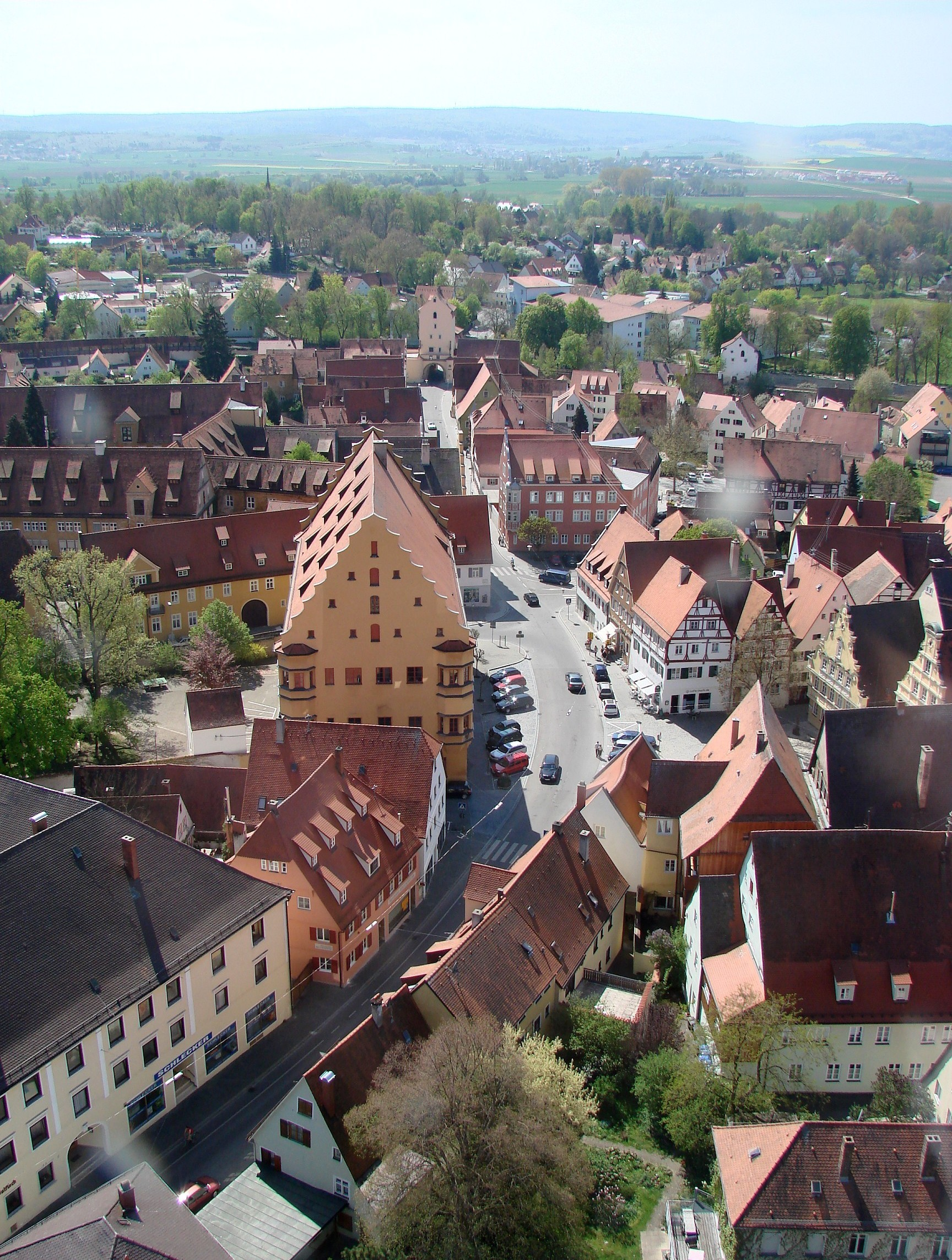
Vista desde el Daniel.
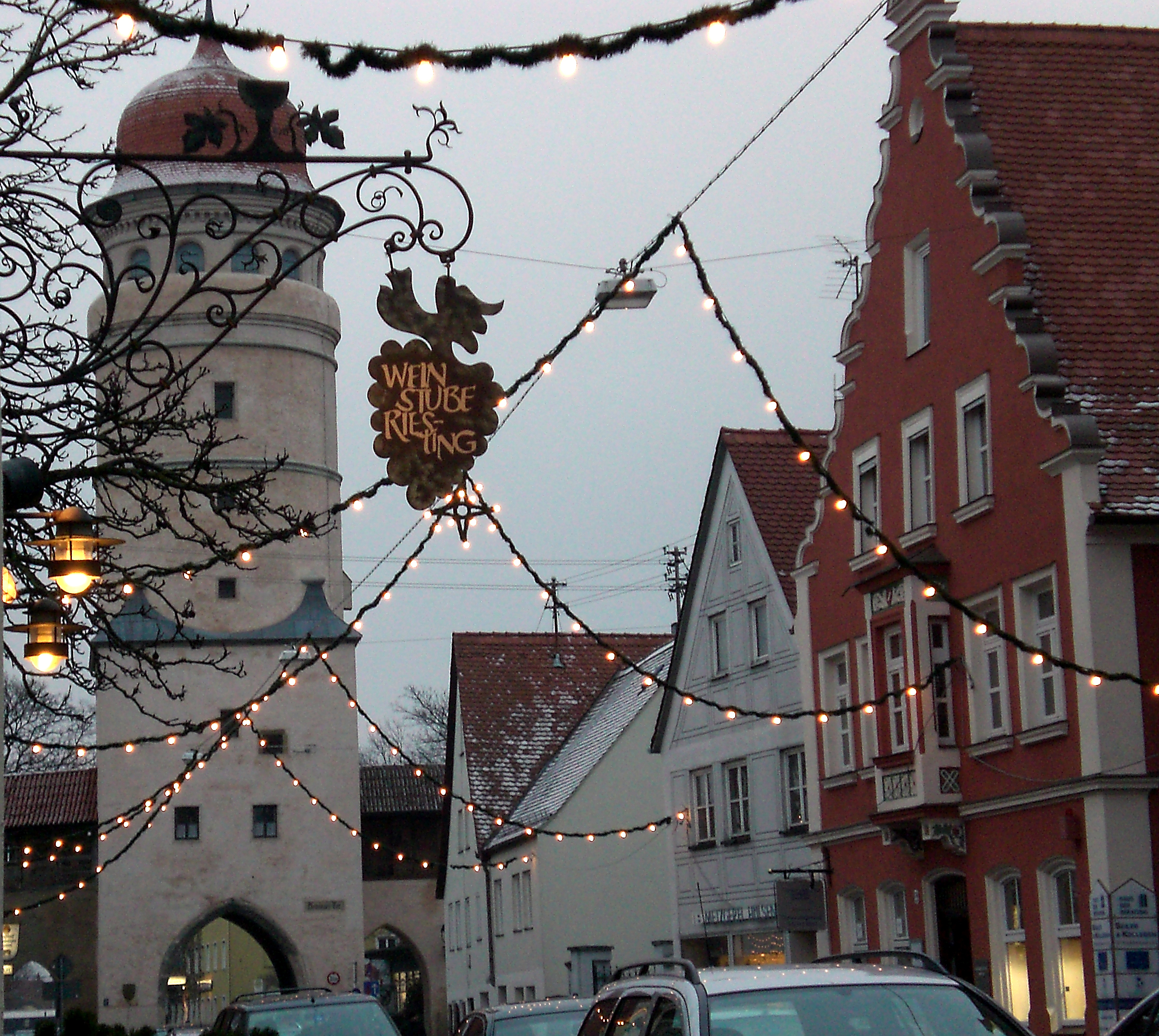
Puerta de Deiningen.
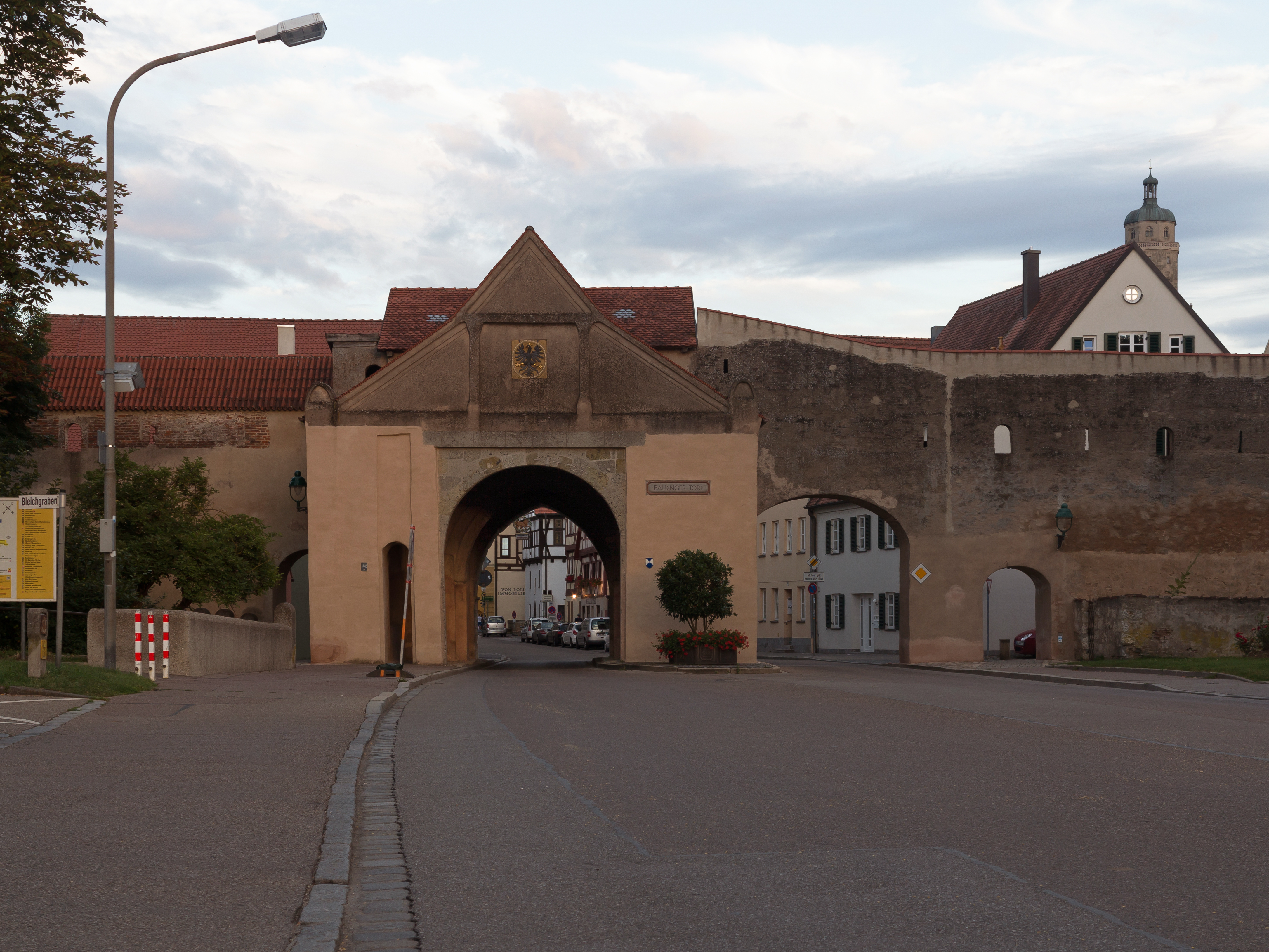
Puerta de Baldingen.
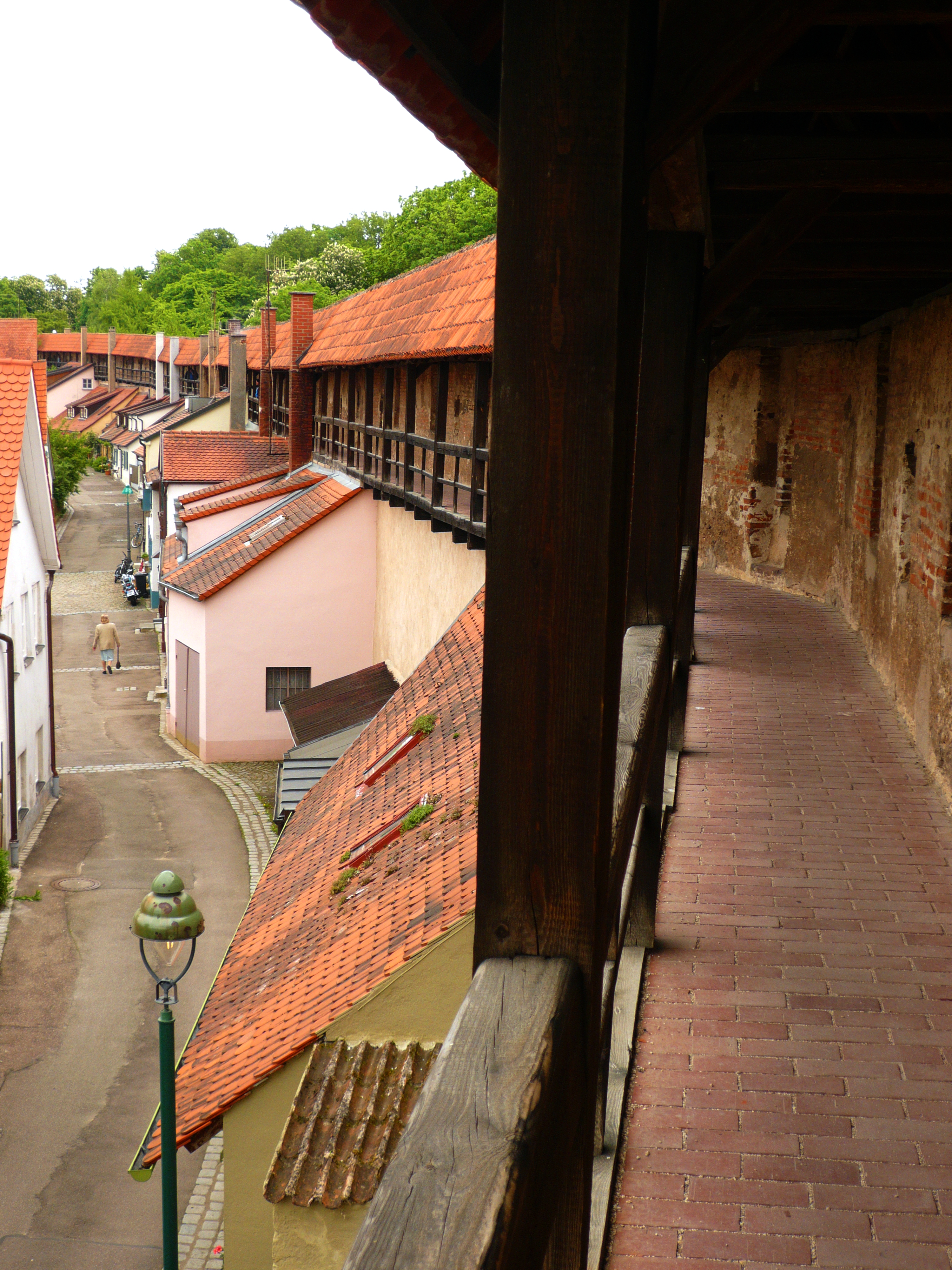
Vista de la muralla.
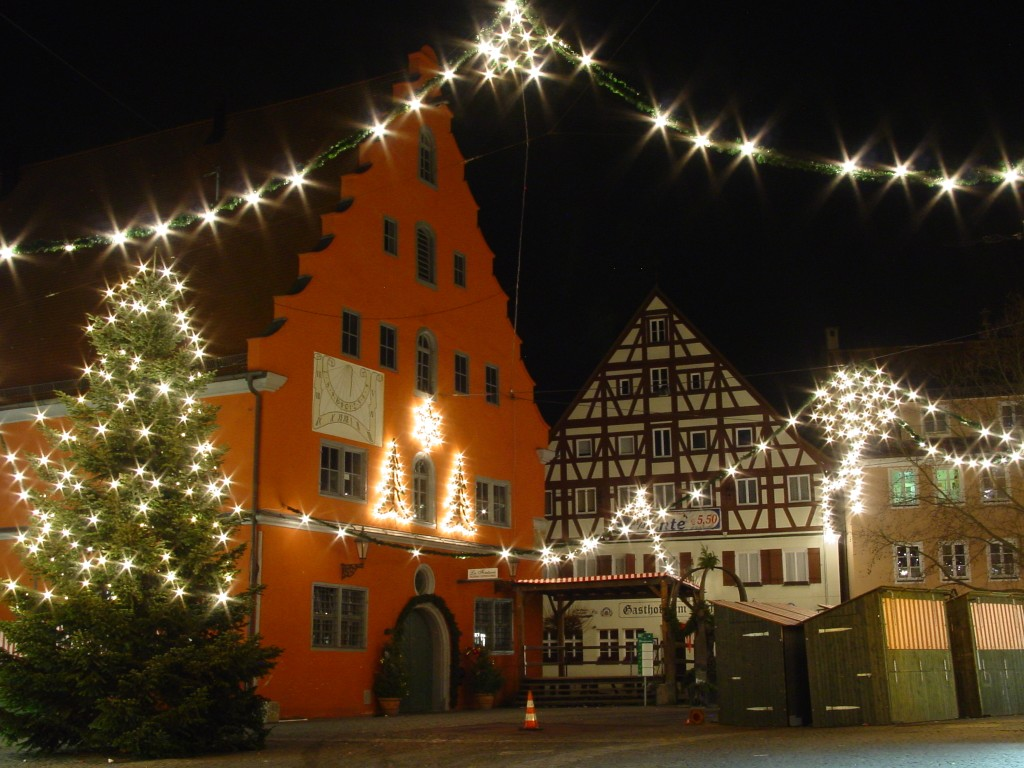
Mercado de Navidad.